# 百度国学
百度国学是百度于2006年1月12日发布的一个搜索网站，是一个以国学搜索为主题的网站。它提供中国古代文化典籍在线搜索及阅读功能，资源囊括10多万网页，140,000,000文字。百度国学频道的数据主要由“国学网”提供。
李彦宏在国学频道发布会致辞中称，百度国学频道的所有数据均是国学专家逐一、反复修改而成，在国内相关电子古籍数据库中质量最佳，所有内容由专家选目、精挑版本、原典收录、四审四校。国学网专家尹小林提供了大量数据。预期在几年内将所有有价值古籍电子化，总字数达30亿。
2006年3月宣布即将首次改版。同年9月宣布即将改版和招募合作网站。
2011年8月，百度官方在没有发布任何公告的情况下悄然停止百度国学的运营。